# Antigone (Tochter des Laomedon)
Antigone (altgriechisch Ἀντιγόνη Antigónē) von Troja war in der griechischen Mythologie die Tochter von Laomedon, dem König von Troja, und die Schwester von Priamos.
Sie rühmte sich, schöneres Haar zu haben als die Göttin Hera bzw. – nach römischer Überlieferung – als Juno. Deshalb verwandelte die Göttin Antigones Haar in Schlangen. Die anderen Götter befreiten jedoch Antigone von ihrem Schicksal, indem sie sie in einen Storch verwandelten.